# Caviphantes
Caviphantes és un gènere d'aranyes araneomorfes de la subfamília Erigoninae, dins de la família Linyphiidae.
Fou descrit per primera vegada per R. Oi l'any 1960.
Es pot trobar a la zona holàrtica.

## Llista d'espècies
Segons The World Spider Catalog 12.0:
- Caviphantes dobrogicus (Dumitrescu & Miller, 1962)
- Caviphantes flagellatus (Zhu & Zhou, 1992)
- Caviphantes pseudosaxetorum Wunderlich, 1979
- Caviphantes samensis Oi, 1960 (Espècie tipus)
- Caviphantes saxetorum (Hull, 1916)